# Imperi Part
L'Imperi Part o Imperi Arsàcida fou una gran potència política i cultural irànica que existí entre el 247 aC i el 224 a la regió centrada en l'antic Iran. Era l'etern enemic oriental de Roma. El seu rei s'anomenava «rei de reis» i per això el nom d'imperi que sovint se li dona es pot considerar encertat. Els parts eren un poble que va fundar al segle iii aC un imperi en el territori del que avui en dia és l'Iran. La regió de Pàrtia quedava al nord-est de l'Iran, conegut sobretot per haver estat la base política i cultural de la Dinastia Arsàcida. El nom llatí Parthia deriva de l'antic persa Parthava o Partawa, que era la designació que es donaven a si mateixos els parts en idioma part, que significava «dels parts».

## Orígens
Els parnis o aparnis eren una tribu nòmada de l'Àsia central, d'origen escita. Cap a la meitat del  van entrar a la Selèucia del Tigris i s'hi van establir creant la regió de la Pàrtia, un petit regne governat per Arsaces I a partir de 249 aC, quan va deposar el sàtrapa Andràgores. A Arsaces el va succeir poc després el seu germà Tiridates que es convertiria en Arsaces II, i per aquest motiu la dinastia s'anomena arsàcida. Cap a l'any 237 aC es van apoderar de la Hircània afavorint la independència del poble dels amardis, nòmades dedicats al bandidatge.
Arsaces II va morir el 214 aC i el va succeir el seu fill Artàban I, que regnaria amb el nom d'Arsaces III. L'any 209 aC el selèucida Antíoc el Gran va fer una brillant campanya militar a Pàrtia, va ocupar la capital Hecatòmpilos, i va obligar Artaban a respectar la seva autoritat. Artaban va morir cap al 196 aC i el va succeir el seu fill Friapaci. Però el domini de l'Imperi Selèucida no va durar, i l'any 189 aC els selèucides van patir una derrota decisiva a la batalla de Magnèsia i el 188 aC es va signar el Tractat d'Apamea. Això va suposar de fet el restabliment de la independència del regne de Pàrtia.
Posteriorment els intents del rei selèucida per dominar-los no van reeixir. El rei Friapaci va morir cap a l'any 181 aC i el va succeir el seu germà Fraates I. El 178 aC els amardis van quedar subjectes als parts i al mateix temps es van expandir cap al regne oriental de Bactriana. Fraates I va morir cap al 173 aC i el va succeir el seu germà Mitridates I el Gran.

## Expansió

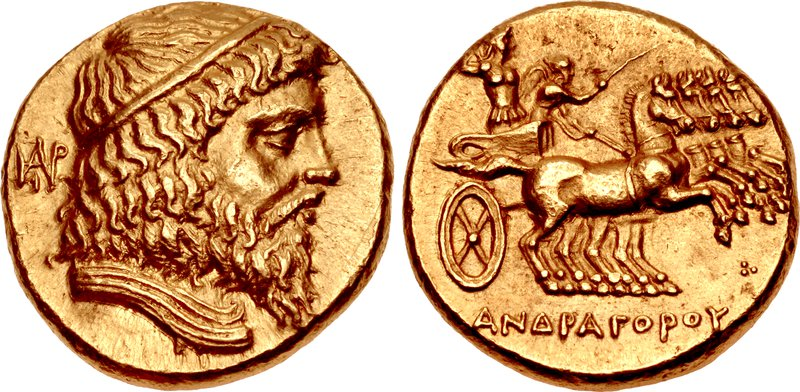
Moneda d'Andràgores, l'últim sàtrapa selèucida de Pàrtia, que va proclamar la seva independència al voltant de l'any 250 aC

A la mort del rei Fraates I el 173 aC el seu germà Mitridates I el va succeir. Entre el 163 aC i el 155 aC va envair els dominis d'Eucràtides I de Bactriana, molt debilitat com a resultat de les seves guerres contra els veïns de Sogdiana, Drangiana i el Regne Indogrec, i es va apoderar de la part occidental de Bactriana, amb Alexandria d'Aria. Mitridates va envair Mèdia menys la conca de l'Indus i el Kabulistan i va ocupar Ecbàtana el 148 aC o el 147 aC quan la regió es va tornar inestable després que Demetri I Soter reprimís la rebel·lió de Timarc el 160 aC, i Mitridates va nomenar el seu germà Bagasis com a governador. Aquesta victòria va ser seguida per la conquesta d'Atropatene. L'any 141 aC la frontera ja era al Tigris i a l'Eufrates i Mitridates va capturar Babilònia, va fer encunyar monedes a Selèucia del Tigris i va celebrar una cerimònia oficial d'investidura. Va introduir una desfilada del festival d'Any Nou a Babel, i va dur en processó una estàtua de l'antic déu mesopotàmic Marduk des d'Esagila, agafant les mans de la deessa Ishtar. Amb Mesopotàmia en mans dels Parts s'hi va traslladar el centre administratiu de l'imperi en comptes de l'est de l'Iran. Mitridates es va retirar a Hircània, mentre les seves forces van sotmetre Elimaida i Caracene i ocupaven Susiana. En aquest moment, l'autoritat part s'estenia a l'est fins a l'Indus.
Mitridates I va establir residències reials a Selèucia del Tigris, Ecbàtana, Ctesifont i Mithradatkert, on es van construir les tombes dels reis arsàcides. Ecbàtana, que havia servit com a capital dels medes i com a capital d'estiu de l'Imperi Aquemènida es va convertir en la principal residència estival de la reialesa arsàcida. Els selèucides no van poder contraatacar immediatament ja que Diòdot Trifó es va revoltar a Antioquia l'any 142 aC. Cap al 140 aC Mitridates es va veure obligat a marxar cap a l'est per contenir una invasió dels saces i Demetri II Nicàtor va recuperar Babel i mantenir el territori de la Caracene, però l'any següent els parts van recuperar Babel i van arribar a Dura Europos. Demetri II va ser fet presoner en les lluites i el van tractar amb gran correcció. Es va casar amb la princesa Rodoguna de Pàrtia. Potser aquest any van fundar Ctesifont. En aquest moment, el 139 aC aproximadament, Judea el territori dels jueus i Osroene es van independitzar dels selèucides. Al voltant del mateix període, Mitridates I va conquerir la regió del sud-oest iranià de Pèrsis i va instal·lar Wadfradad II com a frataraka, a qui va concedir més autonomia, molt probablement en un esforç per mantenir relacions saludables amb Persis, ja que l'Imperi Part estava en conflicte constant amb els saces, selèucides i els messenis de Caracene.
Cap a l'any 136 aC va morir el rei Mitridates i el va succeir el seu fill Fraates II. El 130 aC Antíoc VII Sidetes va organitzar una expedició contra els parts als que va derrotar al riu Licos (el Zab). Armènia, Mèdia Atropatene i Persis es van revoltar. El rei part va alliberar llavors a Demetri II amb la idea que en reclamar el tron causaria disturbis a l'Imperi Selèucida.
El 129 aC els parts van iniciar una ofensiva a Mesopotàmia i Antíoc VII va ser derrotat en la batalla d'Ecbàtana, en la que va morir i el seu fill Seleuc va ser fet presoner. L'hegemonia de Pàrtia sobre Mesopotàmia era ja indiscutible i Osroene es va independitzar. Va ocupar Babel cap a l'any 126 aC al sàtrapa de Caracene que s'havia fet independent, junt amb tot el nord d'aquest regne, mentre un sàtrapa part es va establir a Mesene, cosa que va donar origen a dos regnes feudataris de l'imperi que subsistiran molts anys.
El 127 aC Fraates II va morir en la lluita contra la devastadora invasió dels saces i el va succeir el seu oncle Artàban II germà de Mitridates I. El 124 aC el nou rei va organitzar una expedició contra els tocaris i va morir en els combats. El va succeir el seu fill Mitridates II que va haver de fer front als atacs dels Saces des Bactriana. Mitridates va organitzar les seves forces i va derrotar els saces i va obligar el seu rei (anomenat pels parts Sahanu Sahi, és a dir «rei de reis») a fer-se vassall dels parts. El 123 aC el sàtrapa part de Mesene, Hímer, es va revoltar i es va voler independitzar, i el sàtrapes selèucides d'Adiabene i Corduena va fer el mateix el 122 aC. Mitridates va sotmetre a Hímer i al rei de Caracene Hispaosines. El 119 aC Mitridates havia netejat de saces el país i els havia reduït a la regió del Sakastan (Sistan) com a teòrics vassalls, tot i que el rei Azes I es va alliberar d'aquesta tutela uns anys després.
Cap a l'any 90 aC Gotarces I un membre de la família arsàcida es va revoltar i es va proclamar rei i va dominar una part de l'Imperi. La guerra civil va durar uns cinc anys. Tigranes II d'Armènia va aprofitar aquest fet, va sotmetre els reis de Corduena, Adiabene, Atropatene i va adquirir algun territoris abans perduts. L'any 87 aC va morir Mitridates II en un combat contra els armenis a la riba de l'Araxes, i no va deixar fills. Maukisres o Muaskires, oncle de Mitridates de 90 anys (germà de Mitridates I i d'Artaban II), es va proclamar rei, però contra ell es va alçar Sanatroces, germà de Fraates II.
Gotarces I de Pàrtia va morir el 80 aC però el seu fill Orodes I va continuar la lluita. Sanatroces, ja d'edat avançada, va derrotar l'encara més vell Maukisres i va prendre el poder a la part de l'imperi que dominava associant de seguida al seu fill Fraates III. Sanatroces va restablir el poder del rei part, va imposar-se a Orodes i va sotmetre a vassallatge al rei saca Azes II (que uns mesos abans havia succeït al seu pare Maues). Sanatroces va morir el 69 aC i el seu fill i col·laborador Fraates III va quedar com únic rei. La seva aliança amb Tigranes II d'Armènia contra Roma va arribar tard i el rei d'Armènia va ser derrotat. Però aquesta derrota va servir perquè el rei d'Adiabene hagués de reconèixer la sobirania del rei part (65 aC). Però no Corduena que es va mantenir subjecta a Armènia tot i les reclamacions dels parts. Atropatene estava lligada també a Armènia per vincles de parentesc però des de llavors la influència principal fou la de l'imperi Part.

## Rivalitat amb l'Imperi Romà
Fraates III va ser assassinat pel seu fill Mitridates III que es va proclamar rei. El nou rei es va imposar a l'Atropatene i va obligar el rei de Corduena a pagar tribut. Osroene també va haver de reconèixer la sobirania del rei part. Mitridates es va mostrar cruel amb els notables del regne i aquestos van decidir eliminar-lo, aixecant bandera pel seu germà Orodes II. Mitridates va quedar relegat a la zona de Babilònia i Selèucia. L'any 52 aC Orodes II va entrar a Babilònia i va capturar Mitridates III, que va morir executat. El 40 aC els parts van fer una expedició a territori romà i van guanyar combats a Apamea i Antioquia. Els governs locals de Síria i Fenícia (menys Tir) es van sotmetre al rei part, que va arribar fins a Cilícia. A Judea el candidat part, Antígon, va obtenir el tron enderrocant Hircà II. El general rebel romà Quint Labié, aliat dels parts, va ser derrotat i mort (39 aC) als passos del Amanos a Cilícia pel general Publi Ventidi Bas, i els parts van haver d'evacuar els territoris ocupats l'any anterior. El 38 aC el candidat romà al regne de Judea, Herodes el Gran, es va imposar a Antígon amb l'ajut de les tropes romanes sota comandament de Sul·la. A Síria els parts van patir una derrota decisiva a la batalla de la fortalesa de Guindaros (9 de juny de l'any 38 aC) en la que a més va morir l'hereu part Pacoros que havia estat associat al poder pel seu pare. Després d'aquestes derrotes Orodes va abdicar el 37 aC en favor del seu fill Fraates IV.
L'any 35 aC el regne d'Armènia, un noble part rebel de nom Monoses i els romans van atacar als parts per la banda de l'Atropatene. Opi Estacià va assetjar la capital, Fraaspa. El rei d'Atropatene, Artavasdes, amb ajut dels parts va poder rebutjar l'atac. Tot seguit els parts van entrar a Armènia i van col·locar al tron a un príncep de la nissaga arsàcida, Àrsaces I, fill de Fraates IV, que aviat ma morir assassinat i Artavasdes III va recuperar el poder però va haver de reconèixer la sobirania del rei part. Això va provocar la reacció romana el 34 aC quant Marc Antoni va deposar Artavasdes III d'Armènia i va proclamar rei al seu fill Artaxes II fins que al cap d'uns mesos Marc Antoni cedí al tron al seu propi fill infant Alexandre Heli (Helios) i Artaxes II va fugir a Pàrtia. En canvi Artavasdes d'Atropatene, davant l'amenaça romana, es va aliar a Roma i va permetre l'entrada al país de soldats romans que una vegada dins el van deposar i van donar el regne també a Alexandre Heli nominalment sota control dels generals lleials a Marc Antoni. Els parts van recuperar Atropatene l'any 33 aC i van entrar a Armènia on van massacrar la guarnició romana però es van retirar.
El 32 aC Roma va donar suport a les reclamacions del tron part fetes per Tiridates II. Va entrar al país i va ser reconegut en alguns territoris. El 30 aC Artaxes II d'Armènia va recuperar el tron ajudat per un exèrcit part. L'any següent Fraates IV va fer fugir Tiridates, però va tornar amb ajut romà el 28 aC. El 20 aC els romans van imposar el seu candidat Tigranes III a Armènia, expulsant a son germà Artaxes II.
L'any 2 aC Fraates va morir assassinat pel seu fill Fraataces i la mare d'aquest, Musa. (una italiana no romana). Fraataces es va proclamar rei amb el nom de Fraates V.
L'any 2 es va signar un tractat entre l'Imperi Romà i Pàrtia (Tractat de l'Eufrates) pel qual Armènia quedaria sota influència romana. La corona se li va donar a un príncep capadoci de nom Ariobarzanes, però el país es va rebel·lar l'any següent i va buscar l'ajut dels parts. El rei va morir l'any 4 en les lluites contra una tribu de l'est del país i el seu fill Artavasdes VI es va declarar lleial a Roma. Els parts davant la potència de l'exèrcit romà va haver d'acceptar, però la noblesa armènia va resistir i va cridar al govern a l'exreina Erato. Gai Agripa, net d'August, va morir d'una ferida rebuda a traïció durant el setge d'Artagera (?) governada per Addon i la rebel·lió d'Erato es va estendre.
L'any 5 una revolta popular va enderrocar Fraates V i va ser nomenat rei un parent de nom Orodes III del que es desconeix la relació amb els altres reis. Orodes es va trobar també amb disturbis i motins i finalment va ser assassinat l'any 7. Es va proclamar rei a Vonones I, fill de Fraates IV que era a Roma i estava romanitzat, però no va arribar a Pàrtia fins a l'any següent i aviat es va enemistar amb la noblesa pels seus costums romans. Artaban, d'una línia col·lateral femenina, que ara era rei de la Mèdia Atropatene, es va rebel·lar l'any 10 i Vonones, que no tenia suport popular o nobiliari, va fugir a Armènia i va abdicar l'any següent.
L'any 18 Artaban va signar un tractat amb Germànic, nebot de Tiberi, per compte d'aquest, on se'l reconeixia amic i aliat de Roma, però renunciava a mantenir al seu fill Orodes com a rei d'Armènia, regne que va passar a Zenó del Pont fill del rei Polemó I, que ja governava una part d'Armènia (la part de l'Armènia Menor als límits del Pont).
A la mort de Zenó o Artaxes III d'Armènia l'any 34 va tornar la qüestió d'Armènia. El rei Artaban va posar al tron al seu propi fill Àrsaces, però aquest va ser mort pel candidat romà, el príncep d'Ibèria Mitridates l'any 35. Llavors els romans van donar suport a un candidat al tron part, Fraates, fill de Fraates IV (probablement l'exrei Fraates V) però aquest va morir abans de poder actuar. El 36 va tornar a provar de dominar Armènia enviant al seu fill Orodes (36) que ja n'havia estat rei, però Mitridates, amb ajut de mercenaris albans i sàrmates el va rebutjar i Orodes va morir a la lluita. Això havia de portar a la guerra amb Roma, i els nobles parts van decidir enderrocar el rei i van demanar a l'emperador romà Tiberi el nomenament d'un nou rei de la nissaga dels arsàcides, i Tiberi va nomenar el net de Fraates IV, Tiridates III, i va enviar Luci Vitel·li (el pare del futur emperador Vitel·li) a posar-lo al tron. Luci Vitel·li va fer les operacions el mateix any 36 i ràpidament, amb el suport de la noblesa, i molt poca lluita, va col·locar al tron de Ctesifont a Tiridates III, però Artaban va fugir a Hircània i, a la part oriental de l'imperi, va aixecar els nòmades escites en favor seu i va retornar al cap de pocs mesos. Tiridates III (que havia elegit malament els seus consellers i ministres i practicava costums romans) va perdre el suport i Artaban va recuperar el poder. Va intervenir a la ciutat autònoma grega de Selèucia del Tigris, favorable a Tiridates, en favor del partit oligàrquic partidari seu, i va reconèixer un estat format per bandits jueus a Neerda, als pantans de Babel probablement com una forma de debilitar el seu rival.
L'any 37 Calígula, en una de les seves bogeries, va cridar el rei d'Armènia Mitridates a Roma, i el va declarar desposseït, i l'Armènia va caure altre cop en mans dels parts que van ocupar el país i se'l van annexionar. Els romans van reiniciar les operacions a la zona de Mesopotàmia, i el rei dels parts una vegada més va perdre el suport dels nobles, que no volien la guerra amb Roma. Va ser derrocat en un cop d'estat i proclamat rei el noble Cinmamos. Artaban va fugir a la cort del rei Izates II d'Adiabene, que, després de fer moltes promeses al nobles, va aconseguir l'abdicació de Cinmamos i la restauració d'Artaban (40). Nisibe, que era domini reial part, es va cedir a Adiabene en agraïment. Molt poc després Artaban va adoptar com a fill Gotarces, fill de Gev (germà de Vonones I de Pàrtia) però aquest rei, que era ambiciós, va fer matar Artaban, el fill del rei, i això va aixecar tothom contra ell, i el rei el va desheretar (41). Artaban III va morir el 42 i el va succeir el seu fill Vardanes I. El mateix any 42, el regne d'Armènia governat per la noblesa nacional amb aliança amb l'imperi Part va ser ocupat pels romans. L'emperador Claudi va enviar al rei deposat Mitridates cap a Armènia i el va establir al poder (42). Una guarnició romana es va instal·lar a Garní, prop d'Erevan.
La ciutat de Selèucia del Tigris s'havia revoltat en temps d'Artaban, i després d'uns set anys es mantenia rebel. El nou rei va marxar contra la ciutat al començar el seu regnat. L'atac a Selèucia es va veure frustrat per la rebel·lió de Gotarces. Vardanes va derrotar Gotarces prop d'Ecbàtana i Gotarces va fugir a la regió de Bukharà. A finals d'any (desembre) Vardanes va tornar contra Selèucia, però Gotarces havia reunit un nou exèrcit la primavera del 43 i altra vegada Vardanes va haver de deixar el setge de Selèucia. Com que la força dels dos exèrcits era anivellada, els dos rivals van acordar un repartiment: Gotarces va rebre Hircània i la part oriental i Vardanes la resta. Finalment Vardanes va tornar contra Selèucia que va ser ocupada el juliol del 43.

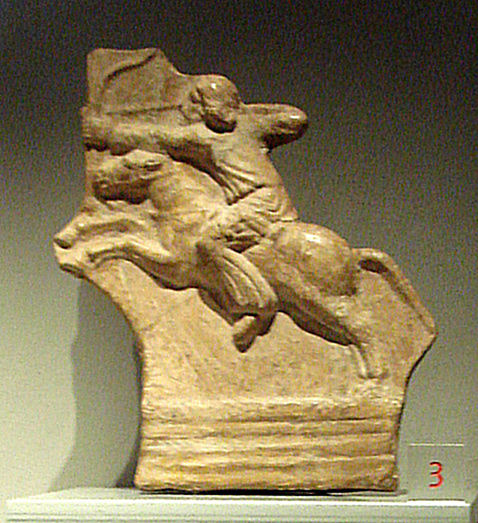
Genet part

L'any 45 Vardanes, va voler reconquerir Armènia però Gotarces II d'Hircània es va rebel·lar altre cop aliat a Izates II d'Adiabene. Vardanes va marxar contra el rebel i el va derrotar a la riba del riu Carinda (a la costa sud de la mar Càspia). Gotarces va fugir al territori dels escites dahan, i Vardanes el va empaitar i va obtenir diverses victòries però no el va poder atrapar. El 46 el rei preparava una expedició contra Adiabene quan els nobles i mags el van assassinar. Però llavors els assassins es van dividir en faccions cada una afavorint a un candidat diferent: Meherdates o Mitridates, fill d'un ex rei, que era ostatge a Roma, afavorit pels romans, va obtenir el major suport, però Gotarces, que ja era al país amb l'exèrcit escita es va fer reconèixer per la noblesa. Però entre la noblesa va restar un fort partit partidari de l'altre candidat, Meherdates, fill de Vonones I de Pàrtia, que era ostatge a Roma. Meherdates, amb permís de Roma, es va presentar a la frontera de Pàrtia a l'Eufrates i fou proclamat rei pels seus partidaris (49) entre ells el rei Abgar V d'Osroene que era en secret fidel a Gotarces. Abgar V va aconsellar al pretendent que en lloc de marxar directament contra Selèucia i Ctesifont, passés per Nínive i la riba esquerra del Tigris. Gotarces, informat per Abgar, va sorprendre a Mitridates prop de Nínive, el va derrotar i el va fer presoner. Li va fer tallar les orelles, cosa que l'inhabilitava per a ser rei. Mort Gotarces (51) sense fills, els nobles van proclamar rei a Vonones II que era rei d'Atropatene, regne que davant la seva renúncia passaria al seu fill Pacoros.
A la seva mort al cap de dos mesos el va succeir el seu fill Vologès I. A la part oriental, a la Pàrtia pròpia (a l'actual regió de Merw) s'han trobat monedes d'un rival de nom Sanabares datades entre el 51 i el 65, és a dir durant quasi tot el regnat de Vologès. El rei Vologès I de Pàrtia va reiniciar la reclamació del regne d'Armènia i va envair aquest país l'any 53, va conquerir Artàxata i va proclamar rei al seu germà Tiridates I (any 53), però a l'hivern, es van retirar els soldats parts per una epidèmia i el rei armeni Radamist va recuperar el poder. Una revolta dels nobles favorables als parts va triomfar i Tiridates va tornar a ser rei l'any 55. El mateix any es va rebel·lar Vardanes, fill de Vologès I, que es va proclamar rei (Vardanes II) però al cap de tres anys (58), va ser derrotat. La primavera del 58 el general Corbuló, amb plens poders, va entrar a Armènia des de Capadòcia i va avançar cap a Artàxata, mentre que Farasmanes o Pharsman I d'Ibèria atacava pel nord, i Antíoc de Commagena atacava pel sud-oest. Tiridates va fugir de la seva capital que Corbuló va ocupar i incendiar. A l'estiu Corbuló va avançar cap a Tigranocerta, en una marxa molt penosa, i van arribar a la ciutat que els va obrir les portes, menys la ciutadella que va resistir, i va ser pressa a l'assalt. Roma va poder imposar el seu candidat a Armènia.
La guerra es va reiniciar aviat i el governador de Capadòcia, Luci Juni Cesenni Petus, va ser derrotat pels parts a Randea, a la vora del Arsanies (avui Murad Su), i assetjat a la fortalesa va haver de signar un tractat pel qual els romans evacuaven Armènia (62). Aquest tractat va ser modificat, però signat altra vegada a Randea, amb Corbuló, l'any 63, i el pro-romà Tigranes VI va haver de renunciar a la corona que va retornar a Tiridates. El pacte establia un rei arsàcida a Armènia però client dels romans; només es mantindria al país una guarnició romana, situada a la Sofene, i Artàxata (destruïda) seria reconstruïda.
L'any 72 els alans van fer una assoladora incursió a la Mèdia Atropatene. Pacoros II, rei d'Atropatene, va fugir a la cort del seu pare Vologès I. L'any 77 va morir Vologès i el va succeir el seu fill Vologès II. Pacoros, potser el mateix rei d'Atropatene, es va rebel·lar i va obtenir el suport de bona part de la noblesa. Després de dos anys de guerra civil Vologès II va ser derrocat i Pacoros va ser proclamat rei (78-105). Va tenir dos rivals al tron, només coneguts per les monedes que han quedat: Artaban III, cap als anys 80–90 i Vologès III, cap al 105. Pacoros va morir el 105 i el va succeir son germà Osroes I (Khusro I).
Ja abans de la mort del rei Pacoros s'havia alçat contra ell Vologès III, a la part oriental. L'any 111 un nombre important de nobles van oferir el suport a Vologès III. El 113 el rei Axidares d'Armènia, possible fill de l'antic rei part Pacoros II de Pàrtia, que no satisfeia ni a parts ni a romans, va ser deposat per Osroes I que va nomenar un nebot seu, Partamasiris, que seria germà d'Axidares. Però aquesta decisió no va ser ben acollida a Roma que el 114 va declarar la guerra a Pàrtia i va annexionar Armènia convertida en província. Tanmateix va dominar Albània del Caucas, Atropatene, Adiabene i altres regions, com el Pont oriental.
El 115 Trajà va entrar en territori part, va baixar el Tigris i va atacar Hatra (actual Al-Hadhr) on governava un príncep local àrab que va oposar forta resistència. Després va ocupar Hit, Babel i altres ciutats i va arribar al Golf Pèrsic. Totes aquestes regions es van convertir en una província romana (Mesopotàmia). Mitridates IV, germà d'Osroes, es va proclamar rei junt amb el seu fill Sanatrocs II (que també es va titular rei) i van combatre sense massa èxit els romans. Trajà va entrar a Selèucia del Tigris i Ctesifont el 116, quan el rei Osroes II ja havia fugit. Els romans van proclamar rei Partamaspades, que se suposa era net de l'antic rei Pacoros II i fill d'Axidares d'Armènia. Aquest rei, amb ajut romà va entrar a Ctesifont.

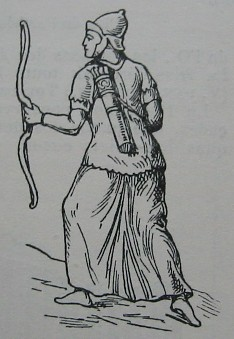
Reproducció d'un arquer part tal com està representat a la Columna de Trajà.

L'any 117 Trajà va tornar a Hatra per reduir el principat però es va posar malalt durant l'atac i va haver d'abandonar el setge. Va arribar fins a Selinunt on va morir el 8 d'agost del 117. El seu successor i fill adoptiu, Hadrià, pacifista i homosexual, va signar immediatament un tractat amb Osroes I pel qual els romans evacuaven les regions ocupades menys Osroene. Partamaspades, abandonat dels romans, va ser derrotat i Osroes va recuperar la seva capital. Partamaspades va fugir a territori romà i Hadrià li va concedir (118) el vacant tron d'Osroene.
Osroes va morir el 129 i la noblesa s'inclinava pel reconeixement de Vologès III que dominava la part oriental, però Mitridates IV es va tornar a alçar i durant 20 anys va dominar algunes regions occidentals. Va morir el 140 durant un atac a la província romana de Commagena. El seu fill Sanatroces II el va precedir en la mort, també lluitant contra els romans. Llavors la noblesa va reconèixer rei Vologès III de la Pàrtia Oriental on s'havia proclamat rei abans del 105, i per set anys va reunificar l'imperi. Vologès IV, fill de Mitridates V va donar un cop d'estat el 147, marcant l'establiment d'una nova branca de la dinastia arsàcida al tron part. Cap a l'any 150 va sotmetre el regne de Caracene que probablement es mantenia independent des del 115 o 116. Consolidat al poder, el 161 es va decidir a entrar a Armènia, on va deposar Sohemus, rei que era senador i cònsol de Roma i va col·locar al tron al seu fill Pacoros. Això va suposar la guerra amb Roma. El 162 el governador de Capadòcia, Marc Sedaci Severià va envair Armènia però va caure derrotat a Elegeia i es va suïcidar. El 163 un rei de nom Wael va prendre el poder a Osroene i va rebre suport part. El mateix any l'emperador Marc Aureli va enviar al general Prisc, que va ocupar Artàxata, va fer fugir Pacoros i va restablir Sohemus. Artàxata va ser destruïda i substituïda per una nova ciutat no gaire lluny anomenada Cenèpolis, que podria correspondre a Vagharxapat (segons Moisès de Khorèn). Allí s'hi va instal·lar una guarnició romana que almenys hi va ser fins al 185. Tot seguit, el 165, els romans va ocupar Osroene i Manu VIII va ser restablert com a rei. El 166 els romans dirigits per Avidi Cassi van entrar a Mesopotàmia creuant l'Eufrates i després el Tigris, arribant fins a Susa. Va ocupar Selèucia del Tigris i l'exèrcit romà va entrar a la capital Ctesifont, que va saquejar. Els regnes del nord (Armènia, Osroene i Adiabene) queden sota domini romà. Però aquesta victòria costarà cara a Roma, perquè les legions van agafar la pesta i la van portar a Itàlia romana i a altres llocs de l'Imperi. Cap a l'any 190 es va rebel·lar Orodes II a l'Atropatene, però a la mort del rei el 191 el seu fill Vologès V es va fer amb el tron i es va imposar a Orodes II.
Vologès V (191-208) va passar a l'ofensiva potser l'any 193 i els parts van entrar a Mesopotàmia i la van arrabassar als romans que només van conservar l'Osroene. Van ocupar Armènia i van col·locar al tron un rei arsàcida de nom Sanatruk II d'Armènia (Sanatroikes). El 195 Septimi Sever va entrar a Mesopotàmia, la va reconquerir fàcilment i la va convertir en província amb capital a Nísibis. El 197 els romans van tornar a Mesopotàmia, i van derrotar els parts ocupant altra vegada Ctesifont i Selèucia del Tigris. El rei d'Armènia Sanatruk (Sanatroikes) no va intentar ajudar els parts i va morir aquell mateix any i llavors va ser nomenat rei el seu fill Valarsaces o Valarshak (que segons Moisès de Khorèn era qui va rebatejar Kainèopolis com Vagharxapat), i que es va posar al costat dels parts, fins a la seva derrota i llavors va haver d'oferir ostatges i tributs a Roma. La guerra amb els parts va seguir fins al 202 i va deixar Mesopotàmia sota control romà, eixamplant la província romana.

## Fi
Vologès V va morir el 208 o 209 i el va succeir el seu fill gran Vologès VI, però un altre fill, Artaban V es va revoltar i es va apoderar de la part occidental deixant a Vologès la part oriental.
El 216 l'emperador Caracal·la va demanar a Artaban la mà de la seva filla, però Artaban va desestimar la petició. Això va irritar a Caracal·la que amb diversos pretexts va buscar la guerra amb els parts, i va entrar en el seu territori devastant la província d'Assíria i la de Mèdia Atropatene. Caracal·la va ser assassinat el 8 d'abril del 217 i des de llavors els parts van passar al contraatac. La gran batalla de Nísibis, va durar dos dies i els parts van obtenir dues victòries seguides. El nou emperador Macrí va comprar la pau per cinquanta milions de dracmes.
Artaban va afavorir la rebel·lió de la família persa de Sassan a la Pèrsida iniciada cap a l'any 209, i va perdre la Caramània potser el 224 contra el rebel Artaxerxes I de Pèrsia a la batalla d'Hormazan qui va fomentar una rebel·lió de nobles a l'Atropatene. Artaban finalment va ser mort a la batalla d'Hormizdegan prop d'Ormuz, entre Bebehan i Shushtar (Sosirate) a finals del 226. Es va proclamar rei el seu fill Artavasdes o Artabaces que va rebre el suport del rei àrab de Hatra (amb el que estava emparentat) però va acabar perdent també la Bactriana cap al 228 i en pocs anys el rebel Ardashir I de Pèrsia es va apoderar de la resta de l'imperi Part i va fundar l'imperi Sassànida.

## Organització política
Políticament es tractava d'un estat feudal on es van instaurar comtats dinàstics. El govern central tenia poca importància i el poder dels nobles era important. La manca d'autoritat sobre l'Imperi per part del rei va comportar la inestabilitat al tron i les lluites internes eren constants. En l'àmbit cultural els parts eren tolerants i estaven oberts sobretot a la cultura hel·lenística, encara que amb el començament de la nostra era van començar a donar més importància a la influència irània.

## Llengua i literatura
Els parts parlaven part, una llengua iraniana nord-occidental relacionat amb el mede. No sobreviu res de la literatura parta anterior al període sassànida en la seva forma original, i sembla que han posat per escrit només una petita part. Els parts però, van tenir una cultura oral de poetes joglars oral, fins al punt que la seva paraula per joglar - gosan - sobreviu fins a l'actualitat en molts idiomes iranians. Aquests professionals eren evidents en cada faceta de la vida quotidiana parta, des del bressol fins a la sepultura, i entretenien el mateix als reis que el poble, proclamant la riquesa dels seus mecenes a través de l'associació amb herois i governants mítics. Aquests poemes heroics parts, coneguts «principalment a través de redaccions perses i àrabs del perdut Xwaday-namag en persa mitjà, i notablement a través de l'obra de Firdawsi Shahnameh, estaven sense dubtes no perduts per complet en el Jorasan de l'època de Firdawsi».
A la mateixa Pàrtia, l'ús documentat del part escrit està limitat a gairebé 3.000 òstracon trobats (en el que sembla un celler de vi) a Nisa, en el que avui és Turkmenistan. Un grapat d'altres evidències del part escrit s'ha trobat també fora de Pàrtia, la més important d'aquestes és la part d'un document de venda de terra trobat en Avroman (en el que avui és el Kurdistan Iranià), i més òstracon, el fragment d'una carta de negocis trobada a Dura (en el que avui és Síria).
Els arsàcides parts no semblen haver fet servir el part fins relativament tard, i el llenguatge apareix per primera vegada en monedes arsàcides durant el regnat de Vologès I (51-58). Evidència que l'ús del part va ser de totes maneres ampli ve dels primers temps sassànides, les declaracions dels primers reis perses van ser, a més del seu persa mitjà nadiu, també inscrites en part.

## Societat
Les ciutats estat de «certa grandària considerable» existien ja a Pàrtia tan aviat com el I mil·lenni a. C., «i no només des de l'època dels aquemènides o els selèucides». No obstant això, en la seva major part, la societat era rural, i estava dominada per grans terratinents amb gran nombre de serfs, esclaus i una altra mà d'obra contractada a la seva disposició. Les comunitats amb camperols lliures també existien.
Per a l'època arsàcida, la societat parta estava dividida en quatre classes d'homes lliures. A la part alta hi havia els reis i els membres propers de la seva família. Els seguien els nobles menors i el sacerdoci general, seguits per la classe mercantil i els funcionaris de rang menor, i amb grangers i ramaders a la base.
Poc se sap de l'economia parta, però l'agricultura ha d'haver tingut el més important paper en ella. El comerç significatiu va passar per primera vegada amb l'establiment de la ruta de la seda el 114, quan Hecatòmpilus es va convertir en un important encreuament de camins.

## Llista de reis
- Arsaces I 249-247 aC
- Arsaces II o Tiridates I 247-214 aC
- Artaban I 214-196 aC
- Fraapatios 196-181 aC
- Fraates I 181-173 aC
- Mitridates I el gran 173-136 aC
- Fraates II 136-127 aC
- Artaban II 127-124 aC
- Mitridates II 124-87 aC
  - Gotarces I 90-80 aC pretendent
- Maukisres 87-77 aC
  - Orodes I 80-? pretendent
- Sanatrokes I 77-69 aC
- Fraates III 69-57 aC
- Mitridates III 57-52 aC
- Orodes II 52-37 aC
- Pacoros I 42-38 aC (associat)
- Fraates IV 37-2 aC
  - Tiridates II 32-29 aC i 28-26 aC, pretendent
- Fraates V 2 aC-5 dC
- Orodes III 5-7
- Vonones I 7-10
- Artaban III (primera vegada) 10-36
- Tiridates III 36-37
- Artaban III (segona vegada) 37-39
- Cinmamos 39-40
- Artaban III (tercera vegada) 40-42
- Vardanes I 42-46
- Gotarces II 47-51
- Vonones II 51
- Vologès I 51-77
  - Sanabares 51-65 pretendent
  - Vardanes II 55-58 pretendent
  - Meherdates o Mitridates IV 49 pretendent
- Vologès II 77-79
- Pacoros II 79-105
  - Artaban IV 80-90, pretendent
- Osroes I (primera vegada) 105-115
  - Mitridates IV (primera vegada) 115-116 pretendent
  - Sanatrokes II (primera vegada) 115-116 (associat)
- Partamaspades 116-117
- Osroes I (segona vegada) 117-129
- Mitridates IV (segona vegada) 129-140
- Sanatrokes I (segona vegada) 129-139 (associat)
- Vologès III 140-147 (rei a les regions orientals 105-140)
- Vologès IV 147-191
  - Osroes II 190 pretendent
- Vologès V 191-208 o 209
- Vologès VI 208 o 209-228 (a l'Orient)
- Artaban V 209-226 (a l'Occident)
- Artavasdes 226-231